# Osasu Igbinedion
Osasu Igbinedion Ogwuche née le 25 août 1992, est une entrepreneure médiatique, philanthrope et une cheffe d'entreprise britannique d'origine nigériane. Directrice générale de TOS TV Network, elle est cofondatrice de NatSu Global, et ancienne animatrice de The Osasu Show.

## Biographie

### Origines et Éducation
Osasu est née le 25 août 1992 au Royaume-Uni dans la célèbre famille Igbinedion. Elle est la fille de Eki Igbinedion et de Lucky Igbinedion, l'ancien gouverneur de l'État d'Edo. Son grand-père, Gabriel Igbinedion, est l'Esama du Royaume du Bénin au Nigéria. Osasu obtient une licence et une maîtrise respectivement au Stonehill College d'Easton et à la Northeastern University de Boston, dans le Massachusetts. Elle obtient ensuite un certificat en production télévisuelle et cinématographique à la New York Film Academy de New York, aux États-Unis.

### Parcours professionnel
Osasu obtient une licence au Stonehill College dans le Massachusetts. Elle est également titulaire d'une maîtrise en communication obtenue à la Northeastern University située également dans le Massachusetts, aux États-Unis. Elle obtient ensuite un certificat en production télévisuelle et cinématographique de la New York Film Academy aux États-Unis.
En 2015, elle est l’une des rares journalistes africains formés par les Nations Unies pour devenir ambassadrice médiatique pour les Objectifs de Développement Durable (ODD). En 2016, son émission, The Osasu Show, est diffusée sur les principales chaînes de télévision du Nigeria et du Royaume-Uni.
En tant que journaliste, elle raconte des histoires qui vont des rues d’Agatu aux rivières d’Ogoni.
Elle organise en 2017, la première édition du Osasu Show Symposium. En 2019, elle est nommée par la Commission électorale nationale indépendante (INEC) comme ambassadeur des médias pour des élections libres et équitables dans le Territoire de la capitale fédérale (FCT).
Elle est, pendant 7 ans (2015-2022), l'animatrice de l'émission télévisée The Osasu Show, qui est diffusée sur les chaînes de télévision populaires au Nigeria et au Royaume-Uni comme African Independent Television, BEN TV London et ITV, et The Weekend Show sur AIT. Elle est la fondatrice de The Osasu Show Foundation et la cofondatrice de NatSu Global, une société d'investissement immobilière et médiatique ayant des bureaux dans plusieurs villes comme Abuja, Londres, Johannesburg et Boston. Elle est également l'organisatrice du Osasu Show Symposium, un forum où les principaux acteurs du monde politique se réunissent avec leurs électeurs pour discuter des questions de construction nationale et de développement, en particulier celles liées au bien-être des moins privilégiés.

## Distinctions
Elle a reçu au fil des années, de nombreuses distinctions comme : le prix Humanitarian Award décerné par La Mode Magazine en 2015, le prix Journalistic Excellence décerné par l'Institut de l'Excellence des Services et de la Bonne Gouvernance en 2017 et le prix Role Model to the Girl Child décerné par Nigerian Entrepreneurs Award en 2017. Pour son mérite, elle remporte les DAAR Awards du plus jeune entrepreneur de l'année 2018 et le prix Social Media for Social Good Awards Africa 2019.